# Ronald Kauffman
Ronald Lee Kauffman (Seattle, 25 dicembre 1946) è un ex pattinatore artistico su ghiaccio statunitense, specializzato nel pattinaggio artistico su ghiaccio a coppie.

## Palmarès
(con Cynthia Kauffman)
| Internazionali               | Internazionali | Internazionali | Internazionali | Internazionali | Internazionali | Internazionali | Internazionali | Internazionali | Internazionali |
| Event                        | 1961           | 1962           | 1963           | 1964           | 1965           | 1966           | 1967           | 1968           | 1969           |
| ---------------------------- | -------------- | -------------- | -------------- | -------------- | -------------- | -------------- | -------------- | -------------- | -------------- |
| Giochi olimpici invernali    |                |                |                | 8°             |                |                |                | 6°             |                |
| Campionati mondiali          |                |                |                | 7°             | 6°             | 3°             | 3°             | 3°             | 4°             |
| North American Championships |                |                |                |                | 2°             |                | 1°             |                | 1°             |
| Nazionali                    |                |                |                |                |                |                |                |                |                |
| Campionati statunitensi      | 4° J           | 2° J           |                | 3°             | 2°             | 1°             | 1°             | 1°             | 1°             |
| J = Categoria junior         |                |                |                |                |                |                |                |                |                |